# Poicephalus rueppellii
Il pappagallo di Rüppell (Poicephalus rueppellii G. R. Gray, 1849) è un uccello della famiglia degli Psittacidi.

## Descrizione
Pappagalletto agile e compatto, di taglia attorno ai 22 cm, si presenta con una colorazione generale bruno diffusa, più scura nelle parti dorsali, più chiara sul collo, sul petto e sul ventre; ha spalle e calzoni (le penne e le piume che coprono la gamba) gialli, becco nero e iride rossa. I due sessi si identificano perché la femmina ha groppone, ventre e addome azzurro-blu. I giovani sono simili alla femmina ma hanno le zone gialle poco evidenti e il colore generale più pallido.

## Biologia
Schivo e poco appariscente, vive in gruppetti che di solito stazionano in cima agli alberi. Ama abbeverarsi nelle zone rocciose dove si formano pozze in cui l'acqua è più ricca di sali minerali; si nutre dei semi di Acacia e Commiphora, del nettare di Tapinanthus, dei fiori e delle foglie di Grewia, dei baccelli piuttosto duri dell'Acacia erioloba.
La stagione riproduttiva inizia tra gennaio e febbraio, con l'arrivo delle piogge; il nido viene allestito nel cavo di un'acacia dove la femmina depone 3-5 uova che cova per circa 30 giorni.
I piccoli si involano a circa 8-11 settimane di età. I nidi di questo pappagallo sono predati con una certa frequenza da varani, serpenti e manguste.

## Distribuzione e habitat
Vive in Angola e nel nord della Namibia dove non è più molto numeroso a causa della distruzione del suo habitat e delle catture.
Si stima che la popolazione namibiana non arrivi a 10.000 individui; poco si sa invece di quella angolana.
Perrin, dell'Università del KwaZulu-Natal, ha incluso questa specie in un progetto di studio e conservazione. Non è comune in cattività, nonostante le catture.